# Zane Grothe
Zane Glenn Grothe (Boulder City, 22 aprile 1992) è un nuotatore statunitense.

## Carriera
In carriera ha vinto la medaglia di bronzo nella staffetta 4x200m stile libero ai mondiali di Budapest 2017.

## Palmarès
- Mondiali

Budapest 2017: bronzo nella 4x200m sl.
- Mondiali in vasca corta

Windsor 2016: argento nella 4x200m sl.
- Giochi panamericani

Santiago del Cile 2023: argento nella 4x200m sl.
- Campionati PanPacifici

Tokyo 2018: oro negli 800m sl, argento nei 1500m sl e bronzo nei 400m sl.

## International Swimming League
| Stagione 2019 | Stagione 2020 | Stagione 2021 |
| ------------- | ------------- | ------------- |
| DC Trident    | DC Trident    | DC Trident    |